# 與座亘
與座 亘（よざ わたる、1995年6月3日 - ）は、日本のタレント、俳優である。

## 略歴
一浪を経て慶應義塾大学商学部入学。2015年のミスター慶應コンテストでファイナリストとなったのをきっかけに芸能界入りする。後に2.5次元俳優の活動に専念するために同大学を中退。現在はYouTube「いこチャンネル」に出演および編集をしている。
2017年1月にTBS『恋んトス』シーズン5に出演。
現在はホストクラブNUMBER ONEのホストをしている。
入店間もなく月1000万を売上げ、有名ホストとなる。

## 出演
TV
- 2016年4月11日『月曜から夜ふかしSP』「全国の方言問題を調査した件」VTR出演
- 2017年1月〜3月期 恋んトスシーズン5

映画
- 2018年6月映画『命どぅ宝〜オジィの三線〜』

舞台
- 2016年10月舞台『Trans P@rents』 - ソーダ役
- 2017年4月舞台『ブラックダイス』 - 山崎和馬役
- 2017年9月舞台 『男おいらん』 - 飛竜役
- 2017年11月舞台『結ひの忍』 - 昆布屋日高役
- 2018年4月舞台『音楽劇 柿-KAKI-』 - サイクル役
- 2018年7月舞台『音楽劇 Winnie-the-pooh! もうひとつの物語』 - イーヨー役
- 2018年8月舞台『にわか雨』 - 鷲尾蒼役
- 2018年9月舞台『星の王子さま』 - レオン・ウェルト役
- 2018年10月舞台『プラチナハーツ』 - ルーク役
- 2018年11月29日 − 12月9日 ミラクル☆ステージ『サンリオ男子』 - 若野ゆず役
- 2018年12月19日 - 23日『聖この夜 クリスマスツリーの奇跡』 - オネエサンタ役
- 2019年4月13日 - 21日 The Stage 神々の悪戯 光と炎の約束 - バルドル・フリングホルニ役
- 2019年7月14日 - 21日 トワイライト・ミュージカル ZONE-00 満月 - 志萬安吾役
- 2019年9月14日 - 23日 トワイライト・ミュージカル ZONE-00 月食 - 志萬安吾役
- 2019年11月8日 - 17日 ミラクル☆ステージ『サンリオ男子』〜ハーモニーの魔法〜 - 若野ゆず役